# Campeonato Sul-Americano de Atletismo de 1987
O Campeonato Sul-Americano de Atletismo de 1987 foi a 34ª edição do evento, organizado pela CONSUDATLE na cidade de São Paulo, no Brasil. A competição contou com 40 provas, tendo como destaque o Brasil com 47 medalhas no total. 

## Medalhistas

### Masculino
| Evento                      | Ouro                          | Ouro     | Prata                          | Prata    | Bronze                            | Bronze   |
| --------------------------- | ----------------------------- | -------- | ------------------------------ | -------- | --------------------------------- | -------- |
| 100 metros                  | Robson da Silva · Brasil      | 10.39    | Carlos Moreno · Chile          | 10.51    | Carlos de Oliveira · Brasil       | 10.68    |
| 200 metros                  | Robson da Silva · Brasil      | 21.04    | Carlos Moreno · Chile          | 21.41    | Álvaro Prenafeta · Chile          | 21.48    |
| 400 metros                  | Héctor Daley · Panamá         | 45.80    | Gerson de Souza · Brasil       | 46.26    | Cristián Courbis · Chile          | 46.37    |
| 800 metros                  | Luis Migueles · Argentina     | 1:47.35  | Pablo Squella · Chile          | 1:48.64  | Jamir Garcez · Brasil             | 1:49.49  |
| 1 500 metros                | Gilson Wiggers · Brasil       | 3:46.62  | Emilio Ulloa · Chile           | 3:46.69  | Manuel Balmaceda · Chile          | 3:47.43  |
| 5 000 metros                | Rolando Vera · Equador        | 14:03.00 | Florinda Corrêa · Brasil       | 14:04.60 | Omar Aguilar · Chile              | 14:05.50 |
| 10 000 metros               | Juan Pablo Juárez · Argentina | 29:18.39 | Rolando Vera · Equador         | 29:19.16 | Omar Aguilar · Chile              | 29:30.01 |
| 20 km marcha atlética       | Cláudio Bertolino · Brasil    | 1:38:34  | Jorge Yannone · Argentina      | 1:39:12  | Juan Canevaro · Chile             | 1:40:51  |
| Maratona                    | Osmiro Silva · Brasil         | 2:21:06  | José César de Souza · Brasil   | 2:24:49  | Wilson Pérez · Equador            | 2:26:22  |
| 110 metros barreiras        | Lyndon Campos · Brasil        | 14.13    | Joilto Bonfim · Brasil         | 14.54    | Carlos Varas · Argentina          | 14.55    |
| 400 metros barreiras        | Pablo Squella · Chile         | 50.42    | Antônio Dias Ferreira · Brasil | 50.67    | Carlos dos Santos · Brasil        | 52.43    |
| 3.000 metros com obstáculos | Emilio Ulloa · Chile          | 8:51.41  | Carlos Naput · Argentina       | 8:53.84  | Ricardo Vera · Uruguai            | 8:58.99  |
| 4×100 metros estafetas      | Brasil                        | 40.17    | Argentina                      | 40.72    | Chile                             | 40.75    |
| 4×400 metros estafetas      | Chile                         | 3:07.64  | Brasil                         | 3:08.43  | Argentina                         | 3:10.36  |
| Salto em altura             | Fernando Moreno · Argentina   | 2.17 =   | Fernando Pastoriza · Argentina | 2.17     | Milton Riitano Francisco · Brasil | 2.14     |
| Salto à vara                | Oscar Veit · Argentina        | 5.25     | Thomas Riether · Chile         | 5.15     | Renato Bortolocci · Brasil        | 5.05     |
| Salto em comprimento        | Paulo de Oliveira · Brasil    | 7.65     | Fernando Valiente · Peru       | 7.56     | Ricardo Valiente · Peru           | 7.45     |
| Salto triplo                | Jorge da Silva · Brasil       | 16.24    | Abcelvio Rodrigues · Brasil    | 16.11    | José Quiñaliza · Equador          | 15.77    |
| Arremesso de peso           | Gert Weil · Chile             | 19.35    | Adilson Oliveira · Brasil      | 18.04    | Gerardo Carucci · Argentina       | 16.70    |
| Lançamento de disco         | Carlos Brynner · Argentina    | 55.34    | José Jacques · Brasil          | 54.46    | João dos Santos · Brasil          | 51.16    |
| Lançamento do martelo       | Andrés Charadia · Argentina   | 66.72    | Pedro Rivail Atílio · Brasil   | 62.68    | Adrián Marzo · Argentina          | 59.94    |
| Lançamento do dardo         | Nivaldo Beje Filho · Brasil   | 64.46    | Rodrigo Zelaya · Chile         | 64.06    | Jorge Parraguirre · Chile         | 63.98    |
| Decatlo                     | Paulo Lima · Brasil           | 7491     | Fidel Solórzano · Equador      | 6947     | Carlos Martín · Argentina         | 6924     |

### Feminino
| Evento                   | Ouro                         | Ouro    | Prata                           | Prata    | Bronze                         | Bronze   |
| ------------------------ | ---------------------------- | ------- | ------------------------------- | -------- | ------------------------------ | -------- |
| 100 metros               | Deborah Bell · Argentina     | 11.68   | Ximena Restrepo · Colômbia      | 11.77    | Ines Ribeiro · Brasil          | 11.91    |
| 200 metros               | Ximena Restrepo · Colômbia   | 23.49   | Liliana Chalá · Equador         | 23.74    | Deborah Bell · Argentina       | 23.87    |
| 400 metros               | Liliana Chalá · Equador      | 52.9    | Suzete Montalvão · Brasil       | 53.7     | Soledad Acerenza · Uruguai     | 55.2     |
| 800 metros               | Soraya Telles · Brasil       | 2:07.71 | Graciela Mardones · Chile       | 2:09.21  | Luiza do Nascimento · Brasil   | 2:09.39  |
| 1 500 metros             | Soraya Telles · Brasil       | 4:29.9  | Rita de Jesus · Brasil          | 4:30.9   | Graciela Mardones · Chile      | 4:33.9   |
| 3 000 metros             | Monica Regonesi · Chile      | 9:47.30 | Martha Tenorio · Equador        | 10:02.63 | María Martínez · Argentina     | 10:05.93 |
| 10 000 metros            | Angélica de Almeida · Brasil | 34:59.2 | Monica Regonesi · Chile         | 35:00.6  | Martha Tenorio · Equador       | 35:11.5  |
| 100 metros com barreiras | Carmen Bezanilla · Chile     | 14.22   | Carolina Gutiérrez · Argentina  | 14.34    | Alejandra Martínez · Chile     | 14.49    |
| 400 metros com barreiras | Liliana Chalá · Equador      | 58.46   | Maria do Carmo Fialho · Brasil  | 59.92    | Margit Weise · Brasil          | 60.05    |
| 4×100 metros estafetas   | Argentina                    | 45.45   | Brasil                          | 45.78    | Uruguai                        | 46.54    |
| 4×400 metros estafetas   | Brasil                       | 3:38.13 | Argentina                       | 3:43.56  | Chile                          | 3:43.61  |
| Salto em altura          | Orlane dos Santos · Brasil   | 1.80    | Liliana Lohmann · Brasil        | 1.73     | Gloria Garib · Chile           | 1.70     |
| Salto em comprimento     | Rita Slompo · Brasil         | 6.17    | Ana Martina Vizioli · Argentina | 6.01     | Orlane dos Santos · Brasil     | 5.90     |
| Arremesso de peso        | Maria Fernandes · Brasil     | 14.49   | Berenice da Silva · Uruguai     | 14.36    | Eliane de Campos · Brasil      | 13.88    |
| Lançamento de disco      | Luz María Quiñonez · Equador | 48.00   | Márcia Barbosa · Brasil         | 45.66    | Gloria Martínez · Chile        | 44.66    |
| Lançamento do dardo      | Sueli dos Santos · Brasil    | 56.00   | Berta Gómez · Colômbia          | 47.62    | Sonia Favre · Argentina        | 46.68    |
| Heptatlo                 | Conceição Geremias · Brasil  | 5550    | Carmen Bezanilla · Chile        | 5066     | Carolina Gutiérrez · Argentina | 4765     |

## Quadro de medalhas
| Ordem | País      | Medalha de ouro | Medalha de prata | Medalha de bronze | Total |
| ----- | --------- | --------------- | ---------------- | ----------------- | ----- |
| 1     | Brasil    | 20              | 16               | 11                | 47    |
| 2     | Argentina | 8               | 7                | 9                 | 24    |
| 3     | Chile     | 6               | 9                | 13                | 28    |
| 4     | Equador   | 4               | 4                | 3                 | 11    |
| 5     | Colômbia  | 1               | 2                | 0                 | 3     |
| 6     | Panamá    | 1               | 0                | 0                 | 1     |
| 7     | Uruguai   | 0               | 1                | 3                 | 4     |
| 8     | Peru      | 0               | 1                | 1                 | 2     |

Legenda
| Recorde mundial       | Recorde mundial (World record)               |                       | Recorde africano                      | Recorde africano (African) |                                           | Q | Classificado por posição (Qualified) |
| Recorde do campeonato | Recorde do campeonato (Championship record)  | Recorde da América    | Recorde da América (Americas)         | q                          | Classificado por melhor tempo (Qualified) |   |                                      |
| Melhor marca do ano   | Melhor marca do ano (World leading)          | Recorde asiático      | Recorde asiático (Asian)              | DNS                        | Não largou (Did not start)                |   |                                      |
| Recorde nacional      | Recorde nacional (National record)           | Recorde europeu       | Recorde europeu (European)            | DNF                        | Não terminou (Did not finish)             |   |                                      |
| Recorde pessoal       | Recorde pessoal do atleta (Personal best)    | Recorde da Oceania    | Recorde da Oceania (Oceania)          | DSQ / DQ                   | Desclassificado (Disqualified)            |   |                                      |
| Recorde da temporada  | Recorde da temporada do atleta (Season best) | Recorde sul-americano | Recorde sul-americano (South America) | NM                         | Sem marca (No mark)                       |   |                                      |